# USS Georgia (SSGN-729)

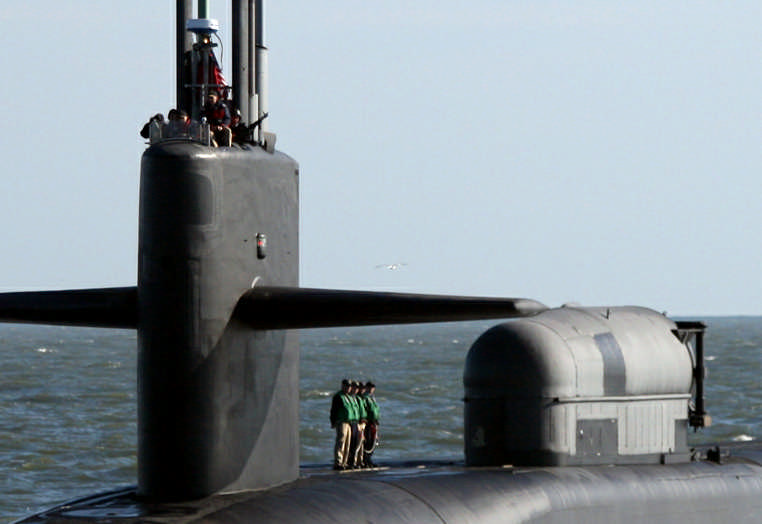
Hangar de cubierta en el.

El USS Georgia (SSBN-729/SSGN-729) es el cuarto submarino de la clase Ohio y el tercer navío de la Armada de los Estados Unidos llamado Georgia. El Georgia entró en servicio con la designación de casco SSBN-729, pero con la conversión a submarino nuclear de misiles de crucero ha recibido la designación SSGN-729.

## Historia
El contrato de construcción se firmó con General Dynamics Electric Boat en Groton, Connecticut el 20 de febrero de 1976 y su quilla se colocó el 7 de abril de 1979; la ceremonia de colocacíon de quilla fue presidida por la primera dama Rosalynn Carter, esposa del presidente Jimmy Carter. El día en que se colocó la quilla del Georgia el USS Ohio (SSGN-726) era botado. El Georgia fue botado el 6 de noviembre de 1982 y amadrinado por la Sra. Sheila M. Watkins, esposa del almirante James D. Watkins, jefe de operaciones navales. El Georgia inició las pruebas el 31 de octubre de 1983 y fue entregado a la Armada el 17 de enero de 1984. El Georgia entró en servicio el 11 de febrero de 1984 en el centro naval de sistemas submarinos de New London, Connecticut, con el capitán A.W. Kuester al mando de la tripulación azul y el capitán M.P. Gray al mando de la tripulación dorada. La ceremonia de entrada la presidió el almirante James D. Watkins, jefe de operaciones navales de la Armada.
Entre marzo y abril de 1984 se realizó el viaje de pruebas y se lanzó un misil Trident I; en noviembre de ese mismo año llegó a Bangor, Washington. En enero de 1985 comenzó la primera patrulla estratégica disuasoria.Otros hechos que han marcado la historia del Georgia:

## Conversión
De acuerdo a una noticia aparecida en el Washington Times el 11 de marzo de 2004, el 7 de noviembre de 2003, mientras el Georgia estaba atracado en Bangor, Washington, sus misiles Trident I estaban siendo retirados. El proceso se estaba realizando sin incidentes hasta el tubo número 16. Cuando se abría cada tubo, una escalera era introducida en el tubo para que un marinero pudiera descender y fijar un elevador para levantar el misil. Después de fijar el elevador el marinero salió y la tripulación tomó un descanso sin quitar la escalera. Cuando volvieron comenzaron a levantar el misil, tirando contra la escalera produciendo un agujero de 229 mm en su ojiva. No hubo material radiactivo liberado.
Tres soldados pertenecientes al equipo encargado de los misiles se enfrentaron a consejos de guerra. La Instalación de Armas Estratégicas del Pacífico (IAEPAC) fue inmediatamente cerrada e inspeccionada por la Armada. El oficial al mando de la IAEPAC, el capitán Keith Lyles, fue relevado del mando el 19 de diciembre, seguido por su director ejecutivo, el comandante Phillip Jackson, el oficial de armas, el comandante Marshall Millett, y el contramaestre Steven Perry. La IAEPAC volvió a abrir después de pasar una inspección bajo un nuevo oficial al mando 9 de enero de 2004. La tripulación del Georgia no resultó afectada.
El Georgia fue reclasificado como submarino nuclear de misiles de crucero (SSGN) el 1 de marzo de 2004. En octubre de 2004 participó as the command node en el experimento Silent Hammer, para validar el nuevo conjunto de guerra y capacidades ISR.
En marzo de 2005 el Georgia entró en el astillero de Norfolk para someterse a un repostaje y a la conversión de submarino nuclear estratégico (SSBN) a submarino nuclear de misiles de crucero (SSGN). La conversión finalizó en febrero de 2008.
Después de la conversión el Georgia fue trasladado a su nueva base naval en Kings Bay (Georgia).

## El Georgia en la ficción
- El Georgia es mencionado brevemente en la novela de Tom Clancy La caza del Octubre Rojo.
- se menciona al Georgia en la película Independence Day, pero la secuencia del submarino era de la película Marea roja.